# Константин Чилов
Константин Чилов Николов (1898 – 1955) е български лекар интернист и кардиолог. Научните му приноси са във всички области на вътрешната медицина, създател е на клиничната медицина в България, определян е като клиницист-енциклопедист. Професор, член-кореспондент на БАН (1948).

## Биография
Роден е през 1898 г. в родопското село Карлуково, днешното село Славейно, Смолянско. Предците му са известни обществени дейци през епохата на Българското възраждане, борци за църковна независимост, а баща му, абаджия и терзия, е активен участник в Македоно-одринското освободително движение. Брат е на индустриалеца Никола Чилов.
Учи в Одринската гимназия и във френския колеж в Цариград и Пловдив. Завършва медицина във Виенския университет (1925) заедно със своя близък състудент Константин Ив. Робев  Специализира вътрешни болести в Хале и Фрайбург (Германия) и във Виена (1926 – 1927).
Започва като асистент в катедрата по вътрешни болести на Медицинския факултет на Софийския университет и в терапевтичната клиника (1931 – 1935). Доцент в катедрата по фармакология и терапевтика (1935), професор (1945), временен ръководител на катедрата по вътрешни болести (1940 – 1945) и редовен ръководител (1946 – 1955). Многогодишен ръководител на Клиниката по вътрешни болести на Медицинския факултет при СУ, преобразуван в Медицинска академия (1950) и във Висш медицински институт (1954), сега университет).
През 1948 – 1955 г. е завеждащ секцията за вътрешни болести в Института за клинична и обществена медицина при БАН, зам.-директор на Института (1948 – 1950). Член е на Германското дружество за вътрешна медицина и на Дружеството на интернистите в България (1939 – 1955).
Чилов изследва много широк кръг от проблеми – на хематологията, кардиологията, ендокринологията, нефрологията, гастроентерологията, недоимъчните и инфекциозните заболявания. Изучава хипертоничната болест – етиопатогенеза, разпространение в България, клиника и лечение. Въвежда в клиничната практика нови функционални и лабораторни методи за диагностика; създава към катедрата съвременна клинична лаборатория. Под негово ръководство израстват първите български по-тясно профилирани интернисти.
Автор е на 5 монографии и над 250 научни публикации.
- „Клинически лабораторни изследвания и тяхното практическо значение“ (1931, 6 осн. прераб. и доп. изд., 1959) – първото в България ръководство по клинична лаборатория[3]
- „Клинични наблюдения“ (3 т., 1939 – 1940)[3]
- „Черен дроб и обмяна на веществата у сърдечно болни“ (1940)[3]
- „Вътрешни болести“ (2 т., 1946 – 1947, 2 прераб. изд. под заглавие „Учебник по вътрешни болести“, 1954, в съавторство с проф. Ташо Ташев и проф. Михаил Рашев).

## Памет
В София клиниката по кардиология на университетската Александровска болница носи неговото име  , както и една аудитория. Конферентна зала в сградата на Българския лекарски съюз също е наречена на него. На Константин Чилов е наречена и улица в квартал „Дианабад“ в София (Карта).
„Чилови дни“ се организират ежегодно от 1998 г. Пред дома му в Славейно се връчват наградите  „Проф. Константин Чилов“. 
Родната му къща в Славейно е превърната в музей, а селото е единственото, обявено за „Свещено място на българската медицина“ (2005).
Болницата в Мадан носи името на проф. д-р К. Чилов.